# Vallecalle
Vallecalle es una comuna y población de Francia, en la región de Córcega, departamento de Alta Córcega.
Su población en el censo de 1999 era de 109 habitantes.